# 사쓰키다이역
사쓰키다이역(일본어: 五月台駅)은 일본 가나가와현 가와사키시 아사오구에 있는 오다큐 전철 다마선의 역이다. 역 번호는 OT 01이다.

## 역 구조
상대식 승강장 2면 2선의 지상역에서 교상 역사를 갖는다. 2006년 3월까지 약 2년간 역의 대폭적인 개수가 실시되면서 엘리베이터가 설치되었다. 화장실은 상행선 승강장과 접한 곳에 설치되어 있다.

### 승강장
| 번호 | 노선   | 방향 | 행선                              |
| ---- | ------ | ---- | --------------------------------- |
| 1    | 다마선 | 하행 | 오다큐타마센터·가라키다 방면      |
| 2    | 다마선 | 상행 | 신유리가오카·신주쿠·지요다선 방면 |

## 역 주변
역 남쪽 출입구에 모스 버거, 홈 센터의 비버토잔 등이 입주하는 오다큐 마르쉐 사쓰키다이를 비롯하여, 그 외에도 마켓이나 의료 기관, 야채 직매소 등이 있다.
역 북쪽 출입구에는 상점 등이 없다. 주변은 집합 주택과 많은 단독 주택으로 구성되어 있는 주택지이다. 엽적 녹지, 다카오네 공원 및 야구장을 갖춘 가타히라 공원 등 공원 녹지가 많다.
일본의 거품 경제 때부터 붕괴 후까지 공터가 조성되어 있었지만, 2000년대 들어 신유리가오카역 주변 발전의 영향으로 아파트 등이 많이 들어서게 되어 주변에 공터가 가득 차있는 단독 주택이나 아파트가 늘어선 주택가이다. 과거에는 맑은 날에 승강장에서 후지산을 볼 수도 있었지만, 역 앞에 있던 땅에도 아파트가 건설된 것으로 시야를 차단하여 볼 수 없다.

### 기타구치
- 사쓰키다이 루미나스 보육원

### 미나미구치
- 오다큐 마르쉐 사쓰키다이
- FUJI 사쓰키다이점
- 가와사키시립 가타히라 초등학교
- 가와사키시 가타히라 어린이 문화 센터
- 가와사키시 북부 지역 요육 센터

## 역사
- 1974년 6월 1일: 영업 개시. 각역 정차의 정차역이 됨.
- 2004년 12월 11일: 구간준급이 설정되어 정차역이 됨.
- 2006년 3월: 리뉴얼 공사 완료.
- 2014년 7월 23일: 자동 개찰기 갱신.

## 사진

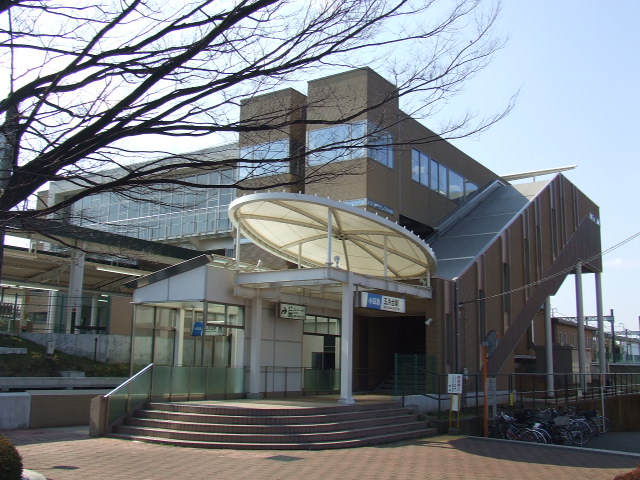
북쪽 출입구

## 인접역
| 오다큐 다마선                        | 오다큐 다마선         | 오다큐 다마선                |
| ------------------------------------ | --------------------- | ---------------------------- |
| (무정차통과)                         | ■ 쾌속급행 □ 통급급행 | (무정차통과)                 |
| OH 23 신유리가오카 신유리가오카 방면 | ■ 급행 ■ 각역정차     | 구리히라 OT 02 가라키다 방면 |